# Franco Rossetti
Pour les articles homonymes, voir Rossetti.
Franco Rossetti, né le 1er octobre 1930 à Sienne dans la région de la Toscane, et mort le 11 juin 2018 à Rome dans le Latium, est un réalisateur, scénariste et critique de cinéma italien. Prolifique scénariste italien des années 1960, connu notamment pour son travail sur le genre du western spaghetti et ces collaborations avec Sergio Corbucci et Ferdinando Baldi, il passe seul à la réalisation en 1967, signant au cours de sa carrière sept films et un téléfilm.

## Biographie
Né à Sienne en 1930, Franco Rossetti commence comme critique de cinéma et entre à la fin des années 1950 dans l'industrie cinématographique comme assistant-réalisateur, travaillant avec Roberto Bianchi Montero, Mario Monicelli et Steno.
En 1960, il commence une carrière de scénariste. Il travaille d'abord sur des péplums, comme Constantin le Grand (Costantino il Grande) de Lionello De Felice en 1960 ou Romulus et Remus (Romolo e Remo) de Sergio Corbucci en 1961, avant de profiter de l'essor du western spaghetti pour obtenir de nombreux crédits, participant notamment à l'écriture des scénarios de Django et Ringo au pistolet d'or (Johnny Oro) de Sergio Corbucci, Texas Adios (Texas, addio), T'as le bonjour de Trinita (Rita nel West) et Django, prépare ton cercueil ! (Preparati la bara!) de Ferdinando Baldi ou Ciak Mull (Ciakmull - L'uomo della vendetta) d'Enzo Barboni en 1970. Il participe également à la libre et légère adaptation du roman L'Homme qui rit de Victor Hugo pour le film éponyme de Corbucci en 1966 et travaille sur d'autres genres, comme le film d'espionnage avec Cible mouvante (Bersaglio mobile) de Corbucci en 1967, le musicarello avec Io non protesto, io amo de Baldi sortit la même année ou le drame social avec Zabriskie Point de Michelangelo Antonioni en 1970.
Il profite de ces succès pour faire ses débuts de réalisateur en 1967 avec le western La Boue, le Massacre et la Mort (El Desperado). Il réalise au cours de sa carrière sept films et un téléfilm, couvrant différents genres en vogue à l'époque, comme le film policier avec Delitto al circolo del tennis (qui est adapté de la nouvelle homonyme d'Alberto Moravia), le decamerotico avec Una cavalla tutta nuda ou la comédie érotique avec Quel movimento che mi piace tanto ou Nipoti miei diletti, frôlant le mauvais goût et la pornographie avec Emanuelle et Johanna (it) (Il mondo porno di due sorelle) qu'il sort sous le pseudonyme de Fred Gardner en 1978. En 1984, il réalise son dernier film, la comédie romantique Al limite, cioè, non glielo dico.

## Filmographie

### Comme réalisateur et scénariste
- 1967 : La Boue, le Massacre et la Mort (El Desperado)
- 1969 : Delitto al circolo del tennis
- 1972 : Una cavalla tutta nuda
- 1975 : Quel movimento che mi piace tanto (it)
- 1978 : Deux Supersensuelles (it) (Il mondo porno di due sorelle)

### Comme réalisateur

#### Au cinéma
- 1974 : Nipoti miei diletti
- 1984 : Al limite, cioè, non glielo dico

#### À la télévision

##### Téléfilm
- 1984 : Il lebbroso

### Comme scénariste
- 1960 : La Vengeance d'Hercule (La vendetta di Ercole) de Vittorio Cottafavi
- 1960 : Constantin le Grand (Costantino il Grande) de Lionello De Felice
- 1961 : Romulus et Remus (Romolo e Remo) de Sergio Corbucci
- 1964 : Senza sole né luna de Luciano Ricci
- 1966 : L'Homme qui rit (L'uomo che ride) de Sergio Corbucci
- 1966 : Django de Sergio Corbucci
- 1966 : Ringo au pistolet d'or (Johnny Oro) de Sergio Corbucci
- 1966 : Texas Adios (Texas, addio) de Ferdinando Baldi
- 1967 : Io non protesto, io amo de Ferdinando Baldi
- 1967 : Cible mouvante (Bersaglio mobile) de Sergio Corbucci
- 1967 : T'as le bonjour de Trinita (Rita nel West) de Ferdinando Baldi
- 1968 : Django, prépare ton cercueil ! (Preparati la bara!, autre titre : Trinita, prépare ton cercueil) de Ferdinando Baldi
- 1970 : Ciak Mull (Ciakmull - L'uomo della vendetta) d'Enzo Barboni
- 1970 : Zabriskie Point de Michelangelo Antonioni

### Comme assistant-réalisateur
- 1957 : La zia d'America va a sciare de Roberto Bianchi Montero
- 1957 : Il medico e lo stregone de Mario Monicelli
- 1958 : Mia nonna poliziotto de Steno

### Comme producteur
- 1972 : Una cavalla tutta nuda
- 1975 : Quel movimento che mi piace tanto

## Source
- (it) Roberto Poppi et Mario Pecorari, Dizionario del cinema italiano : I film, vol. 4, dal 1970 a 1979, Rome, Gremese, 1996, 427 p. (ISBN 978-88-7605-935-3, lire en ligne), p. 54-159